# 데이트 앱
온라인 데이트 앱은 휴대 전화 애플리케이션(앱)을 통해 제공되는 온라인 데이트 서비스로, 종종 스마트폰의 GPS 위치 기능, 항상 현장에 있음, 디지털 사진 갤러리 및 모바일 지갑에 쉽게 접근하여 온라인 데이트의 전통적인 성격을 강화한다. 이러한 앱들은 잠재적인 데이트 상대를 선별하고, 채팅하고, 썸을 타며, 전통적인 온라인 데이트 서비스에서 만나거나 로맨틱하게 관여하는 과정을 단순화하고 속도를 높이는 것을 목표로 한다.
2012년 틴더 데이트 앱의 출시는 새로운 공급자와 모바일 앱 시장으로 확대된 전통적인 온라인 데이트 서비스에 의한 온라인 데이트 앱의 성장으로 이어졌다. 이제 온라인 데이트 앱은 미국에서 주류이다. 2017년 현재, 온라인 데이트는 미국에서 새로운 커플이 만나는 가장 좋은 방법이다. 커플이 온라인으로 만나는 비율은 2040년까지 70%로 증가할 것으로 예측된다.
현재 대한민국에서 서비스 되고 있는 데이트 앱은 틴더, 커피 미츠 베이글, 범블, 미프, 헬로톡, 위츠, 정오의 데이트, 글램, 여보야, 위피, 썸데이, 심쿵, 탄탄, 다톡이 있다.